# John Vander Wal
John Henry Vander Wal (Grand Rapids, 29 april 1966) is een Amerikaans voormalig honkbalspeler. Hij speelde van 1991 tot 2004 in de Major League Baseball en werd meestal als pinch-hitter ingezet.
Vander Wal maakte op 6 september 1991 als speler bij de Montreal Expos zijn debuut in de National League. In 1987 werd hij naar aanleiding van een draft door de Expos getekend. Op 31 maart 1994 werd hij door de Colorado Rockies overgenomen en vier jaar later vertrok hij naar de San Diego Padres. In 2009, vijf jaar na zijn laatste profwedstrijd, werd hij bij deze club als scout aangesteld.